# Kimba
Kimba är en ort i Australien. Den ligger i kommunen Kimba och delstaten South Australia, omkring 280 kilometer nordväst om delstatshuvudstaden Adelaide. Antalet invånare är 928.
Trakten runt Kimba är nära nog obefolkad, med mindre än två invånare per kvadratkilometer..
Trakten runt Kimba består till största delen av jordbruksmark. Genomsnittlig årsnederbörd är 437 millimeter. Den regnigaste månaden är juni, med i genomsnitt 80 mm nederbörd, och den torraste är oktober, med 7 mm nederbörd.